# الحاكم العام للهند
الحاكم العام للهند من القانون التنظيمي لعام 1773 وحتى ألغى المنصب عام 1950 (وبمسمى نائب الملك والحاكم العام للهند من 1858 إلى 1947، والمختصر عادةً نائب الملك في الهند) ممثل ملك المملكة المتحدة وبعد استقلال الهند في عام 1947، كان الممثل رئيس الدولة الهندية. أنشئ المكتب في عام 1773، تحت عنوان الحاكم العام لرئاسة فورت ويليام. كان الضابط يسيطر مباشرة على فورت ويليام فقط، لكنه أشرف على مسؤولي شركة الهند الشرقية الآخرين في الهند. مُنحت السلطة الكاملة على كل الهند في عام 1833 ، وأصبح المسؤول يُعرف باسم «الحاكم العام للهند».
كنتيجة للتمرد الهندي في العام السابق في عام 1858، أصبحت أراضي شركة الهند الشرقية خاضعة تحت السيطرة المباشرة للتاج البريطاني. ولذلك خلف الحكم البريطاني حكم الشركة في الهند. كان الحاكم العام (الآن نائب الملك أيضًا) يرأس الحكومة المركزية للهند التي كانت تدير مقاطعات الهند البريطانية، بما في ذلك البنجاب والبنغال وبومباي ومدراس والمقاطعات المتحدة ومع ذلك كان هناك الكثير من أرجاء الهند الواسعة التي لم يتم حكمها مباشرة من قبل الحكومة البريطانية؛ خارج مقاطعات الهند البريطانية، كان هناك المئات من الولايات الأميرية المستقلة اسميًا أو «الدول الأصلية» ، والتي لم تكن علاقتها مع الحكومة البريطانية أو المملكة المتحدة، بل بالأحرى اعترافًا مباشر للعاهل البريطاني بصفته الخليفة السيادي لأباطرة المغول. من عام 1858، لتعكس الدور الإضافي الجديد للحاكم العام كممثل للملك في إعادة علاقات الولاء تجاه الولايات الأميرية، تم منح اللقب الإضافي لنائب الملك، بحيث أصبح المنصب الجديد بعنوان «نائب الملك والحاكم العام للهند» والذي يُختصر عادة بعبارة «نائب ملك الهند».
تم التخلي عن لقب نائب الملك عندما انقسمت الهند البريطانية إلى كيانين مستقلتين للهند وباكستان ، لكن منصب الحاكم العام استمر في الوجود في كل بلد على حدة - حتى تبنوا دساتير جمهوريتين في 1950 و 1956 على التوالي.
حتى عام 1858 ، تم اختيار الحاكم العام من قبل مجلس إدارة شركة الهند الشرقية ، الذي كان مسؤولاً أمامه. بعد ذلك ، تم تعيينه من قبل الملك بناءً على مشورة الحكومة البريطانية ؛ كان وزير الدولة لشؤون الهند ، وهو عضو في مجلس الوزراء البريطاني ، مسؤولاً عن توجيهه أو توجيهها بشأن ممارسة سلطاتهم. بعد عام 1947 استمر الملك في تعيين الحاكم العام ، لكنه فعل ذلك بعد ذلك بناءً على نصيحة الحكومة الهندية الجديدة ذات السيادة.
خدم الحكام العامون بإرضاء الملك ، على الرغم من أن الممارسة كانت تتمثل في جعلهم يخدمون لمدة خمس سنوات. يمكن للحكام العامين إلغاء لجنتهم ؛ وفي حالة عزل أحدهم أو تركه ، يتم أحيانًا تعيين حاكم عام مؤقت حتى يتم اختيار شاغل جديد للمنصب. أول حاكم عام في الهند (البنغال) كان وارن هاستينغز ، وكان أول حاكم عام رسمي للهند البريطانية هو اللورد ويليام بنتينك ، وأول حاكم عام لدومينيون الهند كان اللورد مونتباتن.

## راجع أيضًا
- الإمبراطورية البريطانية
- القائد الأعلى في الهند
- مجلس الهند
- إمبراطور الهند
- تاريخ بنغلاديش
- تاريخ الهند
- تاريخ باكستان
- مكتب الهند
- الخدمة المدنية الهندية
- حركة الاستقلال الهندية
- قائمة الحكام العامين للهند
- تقسيم الهند